# Kloster Berdoues
Das Kloster Berdoues (Berdouès; Berdona) war eine Zisterzienserabtei in der Gemeinde Berdoues im Département Gers, Region Okzitanien, in Frankreich. Es lag rund vier Kilometer südlich von Mirande am linken Ufer der Grande Baïse.

## Geschichte
Die im Jahr 1137 gegründete und mit Mönchen aus der Primarabtei Morimond unter dem Gründungsabt Aubert besiedelte Abtei blühte rasch auf und erwarb durch Stiftungen beträchtlichen Grundbesitz, auf dem zahlreiche Grangien errichtet wurden, darunter die von Artigue, Saint-Elix, Puysségur, La Flourette, Saint-Médard, Angas, Saint-Michel, Taran, Fonfrède, Vitouret, Aujan sowie La Sacristie, L’Infirmerie, Le Pesqué, Jutge und Saint-Clamens. Als Tochtergründungen gingen von Berdoues diesseits der Pyrenäen das Kloster Gimont und das Kloster Eaunes, jenseits der Pyrenäen das Kloster Valbuena am Duero, das Nonnenkloster Vallbona de les Monges und das Kloster Huerta aus. Im Jahr 1281 gründete die Abtei mit dem Grafen von Astarac die Bastide Mirande. Auch die Gründung der Bastide Esparsac geht mit auf die Abtei zurück. In der Französischen Revolution wurde die Abtei aufgehoben und anschließend fast vollständig abgebrochen. In der Umgebung des Klosters verstreute Reste des Kreuzgangs wurden im Zweiten Weltkrieg von dem Pariser Kunsthändler Paul Gouvert zum Weiterverkauf an Hermann Göring erworben und nach dem Krieg im Depot des Germanischen Nationalmuseums in Nürnberg gelagert, bis sie im Jahr 2003 zurückgegeben wurden.

## Bauten und Anlage
Erhalten sind drei Joche des Kreuzgangs und verschiedene im 17. und 18. Jahrhundert erneuerte Gebäude. Die Fremdenkapelle aus dem Ende des 12. Jahrhunderts ist zur Pfarrkirche geworden. Die Kirche (ehem. Kathedrale) Notre-Dame von Mirande birgt das Chorgestühl von Berdoues. Der Hauptaltar der Abteikirche ist in die Kapelle Saint-Esprit in Mirande gelangt.